# Agonocryptus ruficrus
Agonocryptus ruficrus är en stekelart som beskrevs av Gupta 1982. Agonocryptus ruficrus ingår i släktet Agonocryptus och familjen brokparasitsteklar. Inga underarter finns listade i Catalogue of Life.